# Lucius Munatius Plancus

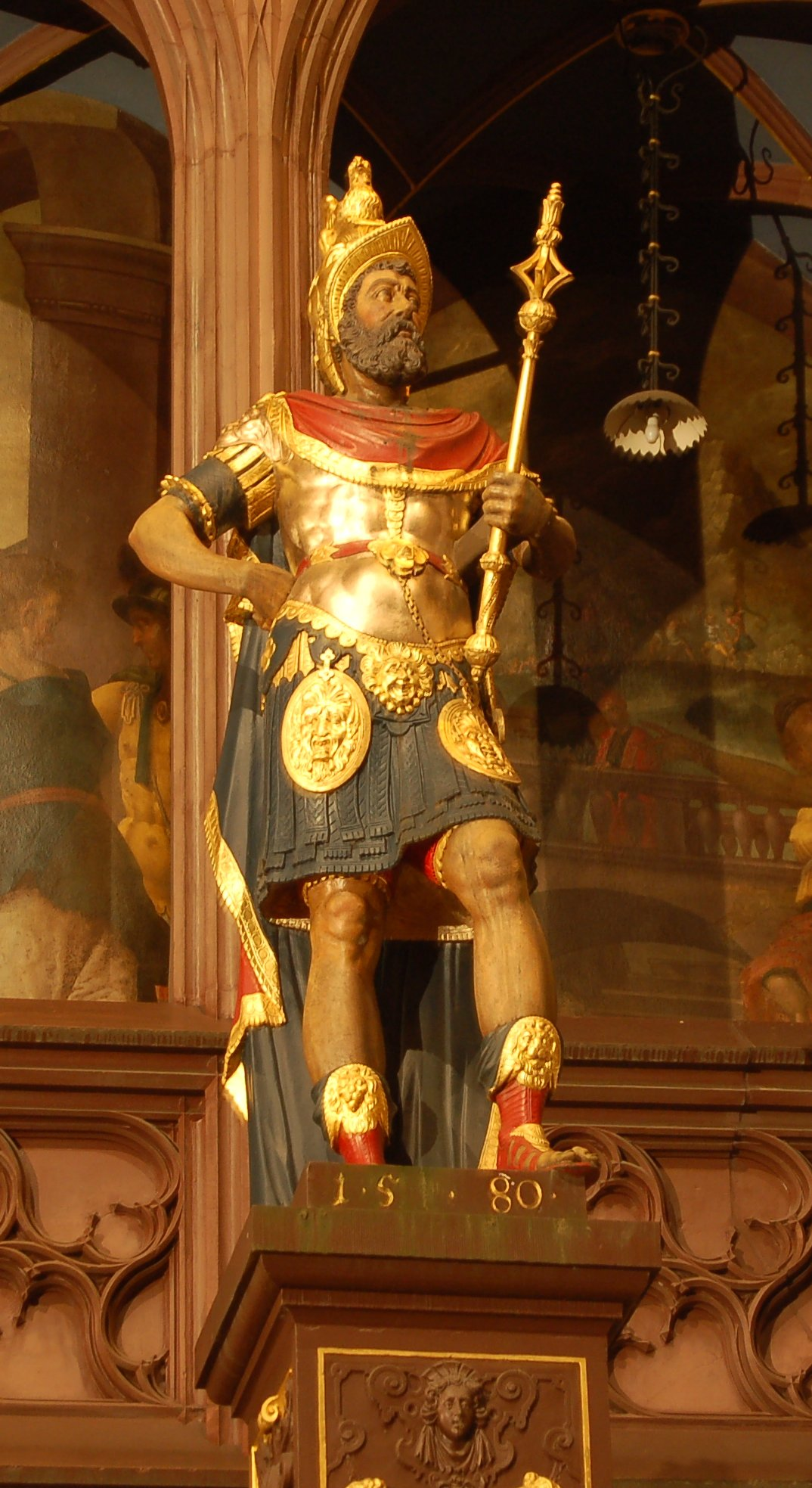
Eine Statue zu Plancus’ Ehren, datiert 1580, im Hof des Basler Rathauses

Lucius Munatius Plancus (* um 87 v. Chr. in Tibur; † um 15 v. Chr. (?)) war ein römischer Feldherr, Konsul und Zensor. Nach seinen politischen und militärischen Anfängen unter Caesar amtierte er nach dessen Ermordung 44/43 v. Chr. als Statthalter des erst kurz zuvor eroberten Gallien. Im Machtkampf zwischen Marcus Antonius und dem von Cicero geführten Senat entschied er sich nicht eindeutig für eine Seite, sondern wartete ohne großes Engagement den Ausgang des Konflikts ab. Als die mit dem Abschluss des Zweiten Triumvirats erfolgte Einigung von Antonius mit Octavian (dem späteren Kaiser Augustus) zur Niederlage der Senatspartei und der Caesarmörder führte, schlug Plancus zunächst eine Laufbahn unter Antonius ein und wurde 42 v. Chr. Konsul sowie 39 v. Chr. Statthalter von Asia. Im Endkampf zwischen den Triumvirn wechselte er die Seiten und verriet Octavian den Aufbewahrungsort von Antonius’ Testament, dessen Inhalt Octavian daraufhin für seine Kriegspropaganda ausschlachten konnte. Schließlich machte Plancus noch eine politische Karriere unter Octavian nach dessen Sieg über Antonius und wurde 22 v. Chr. Zensor, hatte aber nur geringes Ansehen.

## Herkunft und frühes Leben
Der aus einem Rittergeschlecht stammende Lucius Munatius Plancus wurde in der in Latium östlich von Rom gelegenen Stadt Tibur geboren. Das gleiche Pränomen Lucius führten auch sein Vater, Großvater und Urgroßvater. Schon als Jugendlicher machte er die Bekanntschaft des berühmten römischen Redners Marcus Tullius Cicero, der wohl zu seiner soliden Bildung beitrug. Er wurde wohl schon vor 54 v. Chr. als erstes Mitglied seiner Familie in den Senat aufgenommen.

## Laufbahn unter Caesar
Plancus diente 54 v. Chr. als Legat Gaius Iulius Caesars in dessen Gallischem Krieg. Er sollte Belgien besetzen und schlug sein Lager vermutlich in der Nähe von Soissons auf. Im Oktober dieses Jahres zog er aber zur Überwinterung in das Gebiet der Karnuten, weil diese eine Rebellion vorzubereiten schienen. Sodann ist anzunehmen, dass er sich im Sommer 51 v. Chr. in Ravenna aufhielt.
An der Seite Caesars kämpfte Plancus auch im anschließenden Bürgerkrieg gegen die Partei des Gnaeus Pompeius Magnus. 49 v. Chr. führte er unter dem Kommando des Gaius Fabius Krieg in Spanien, wurde aber vor dem etwas südlich der Pyrenäen gelegenen Ilerda hart bedrängt. Sodann beteiligte er sich 47 v. Chr. am Kampf in Afrika, konnte aber den Pompeianer Gaius Considius Longus nicht dazu überreden, die am Mittelmeer gelegene Hafenstadt Hadrumetum auszuliefern.
Damals gehörte Plancus jedenfalls schon zu den engen Vertrauten Caesars und wurde daher von Cicero in einer Erbschaftssache für Gaius Ateius Capito um Hilfe ersucht. Im Juni 46 v. Chr. nach Italien zurückgekehrt, wurde er im November des gleichen Jahren zu einem der acht Stadtpräfekten von Rom ernannt, die während Caesars Abwesenheit im spanischen Krieg unter Aufsicht des späteren Triumvirn Marcus Aemilius Lepidus die Geschäfte in der Hauptstadt leiten sollten. In dieser Funktion prägte er Goldmünzen. 45 v. Chr. amtierte Plancus als Prätor.
Kurz vor seiner Ermordung bestimmte der Diktator, dass Plancus 44/43 v. Chr. Statthalter der Provinz Gallia Comata, also des gerade erst eroberten Galliens, werden sollte. Ferner designierte Caesar ihn zum Konsul für das Jahr 42 v. Chr. Plancus wurde nicht grundlos vorgeworfen, für diese hohen Posten weniger aufgrund besonderer Leistungen als wegen Liebdienerei gegenüber dem Diktator nominiert worden zu sein. Aber noch vor Plancus’ Abreise aus Rom fiel Caesar dem Attentat der Verschwörer um Marcus Iunius Brutus und Gaius Cassius Longinus zum Opfer.

## Lavieren im Kampf zwischen Marcus Antonius und dem Senat
Am 17. März 44 v. Chr., zwei Tage nach Caesars Ermordung, akzeptierte Plancus den zwischen den Caesarianern und Caesarmördern ausgehandelten Kompromiss, nach dem Letzteren Amnestie versprochen wurde. Damals wurde auch die Gültigkeit der noch vom Diktator verfügten Bestimmungen, so auch alle Ämterdesignationen für die folgenden Jahre, bestätigt. Daher behielt Plancus seine Provinz, in die er sich wohl nicht viel später begab. Der Historiker Appian berichtet, dass Plancus in Gallia Comata das Kommando über drei Legionen übernahm; falls dies richtig ist, muss er bis spätestens März 43 v. Chr. zwei weitere Legionen ausgehoben haben, da er zu diesem Zeitpunkt laut Cicero über fünf Legionen gebot.
Nach der Inschrift seines Mausoleums hat Plancus die Kolonie Augusta Raurica (heute: Augst) gegründet. Dies muss 44 oder 43 v. Chr. während seiner gallischen Statthalterschaft erfolgt sein. Da indessen die archäologischen Zeugnisse dort erst im Jahre 6 v. Chr. einsetzen, ist das Projekt von Plancus in den Bürgerkriegswirren nach Caesars Ermordung entweder nicht über das Planungsstadium hinausgekommen oder die Gründung schlug fehl oder aber die Erstgründung befand sich auf dem Münsterhügel im heutigen Basel. Besser abgestützt ist hingegen die Gründung einer römischen Kolonie durch Plancus und Lepidus in Lugdunum (heute: Lyon) im Mai 43 v. Chr. Beide Gründungen folgten einem noch von Caesar ausgearbeiteten Kolonisationsprogramm. Ein vom Juni 43 v. Chr. stammender Brief des Plancus an Cicero bestätigt die Existenz des Dorfes Cularo (heute: Grenoble) in den Dauphiné-Alpen.
Als es noch im Verlauf des Jahres 44 v. Chr. zu immer heftigeren Spannungen zwischen dem Konsul Marcus Antonius und dem Senat unter Ciceros Führung kam, neigte Plancus zunächst eher der Senatspartei zu. Seit September 44 v. Chr. unterhielt er fast ein Jahr lang einen stetigen Briefwechsel mit Cicero und versprach ihm Unterstützung, wartete aber im Wesentlichen ab, wie sich der Konflikt zwischen Antonius und dem Senat entwickelte. Trotz seiner Versicherung, auf der Seite Ciceros zu stehen, scheint er auch Kontakt zu Antonius gesucht zu haben. Mittlerweile konnte er einige militärische Erfolge gegen die Räter nördlich des Bodensees erringen, wofür er als Imperator tituliert wurde.
Als Antonius den Caesarmörder Decimus Iunius Brutus Albinus in der norditalienischen Stadt Mutina (heute Modena) belagerte, trat Plancus in einem an den Senat gerichteten Brief ebenso wie Lepidus für eine Aussöhnung ein. Vermutlich kalkulierte er dabei den damaligen Friedenswillen der Senatoren ein, die deshalb eine Delegation zu Antonius geschickt hatten. Ihre Meinung hatte sich jedoch bei der Ankunft von Plancus’ Schreiben am 20. März 43 v. Chr. schon wieder geändert und daher musste der gallische Statthalter heftige Kritik von Cicero einstecken. Nach der Informierung über diesen Meinungsumschwung gab sich Plancus in einem neuen Brief dennoch weiterhin senatstreu.
Anfang April 43 v. Chr. forderte der Senat Lepidus und Plancus auf, mit ihren Truppen zur Unterstützung nach Italien zu ziehen. Vermutlich auf Grund dieses Befehls überquerte Plancus am 26. April wohl bei Vienne die Rhone, um Decimus Brutus bei Mutina zu Hilfe zu kommen. Im Gebiet der Allobroger, wohl in der Nähe der heute in Südostfrankreich liegenden Stadt Cularo (jetzt Grenoble), erfuhr er von der Niederlage, die Antonius am 21. April in der Schlacht von Mutina gegen den Konsul Aulus Hirtius und den jungen Caesarerben Octavian (den späteren Kaiser Augustus) erlitten hatte. So stoppte Plancus seinen Marsch und suchte Lepidus, obwohl er zu diesem ein gespanntes Verhältnis hatte, auf die Seite Ciceros zu ziehen. Die entsprechenden Verhandlungen führten Marcus Iuventius Laterensis, Plancus’ Bruder Gaius Munatius Plancus sowie Gaius Furnius. Aufgrund des dabei erzielten Fortschritts überquerte Plancus etwa am 11. oder 12. Mai die Isère. Das Auftauchen des Lucius Antonius bei Forum Iulii (heute Fréjus) veranlasste Plancus, zunächst seinem Bruder den Auftrag zu erteilen, mit 4000 Reitern vorauszueilen. In den nächsten Tagen verharrte Plancus selbst aber in seinem Lager an der Isère. Zwei Gründe erscheinen als Erklärung für sein Abwarten plausibel: Einerseits Lepidus’ Antwort, er solle am Fluss bleiben, und andererseits die Benachrichtigung von der unsicheren Gesinnungstreue des Lepidus und dessen Soldaten.
Auf die Aufforderung des Lepidus hin brach Plancus am 18. Mai 43 v. Chr. auf, ohne aber die über die Isère führende Brücke abzubrechen, damit Decimus Brutus folgen konnte. Plancus zog nun Lepidus entgegen und errichtete seinen neuen Stützpunkt am Fluss Verdon im Respektabstand von etwa 20 km vom Lager des Antonius, der wiederum nicht weit von Lepidus entfernt lagerte. Am 29. Mai konnte Antonius den Lepidus überrumpeln und zur Vereinigung ihrer beiden Heere zwingen, die nun gegen Plancus vorrückten. Gerade noch rechtzeitig erfuhr Plancus von dieser Wendung, eilte rasch über die Isère zurück, zerstörte danach die darüberführende Brücke (4. Juni) und traf drei Tage später bei Cularo mit Decimus Brutus und dessen Truppen zusammen. Der bisher mit Cicero verbündete Octavian weigerte sich jetzt aber, diesen beiden letzten dem Senat noch treu gebliebenen Heerführern Verstärkungen zuzuführen. So verharrten Brutus und Plancus bis mindestens Ende Juli an ihrer Position, da ihre Heere deutlich schwächer als jene des Antonius waren. Plancus gab Octavian die Schuld daran, dass Antonius sich mit Lepidus vereinigen konnte. Sicher stellte Plancus bei seiner Scheu vor einer militärischen Konfrontation auch die Kriegsmüdigkeit und den Verbrüderungswillen der Soldaten der verschiedenen Feldherren in Rechnung; dieser Umstand hatte Lepidus zum Anschluss an Antonius gezwungen.
Nach Octavians Einmarsch in Rom, der Entmachtung des Senats und der Ächtung zahlreicher Anhänger der Partei der Caesarmörder, darunter auch des Decimus Brutus (August 43 v. Chr.), dachte auch Plancus an einen Seitenwechsel. Octavian hatte nämlich die Voraussetzungen für seine Versöhnung mit Antonius und den anderen Führern der Caesarianer geschaffen. Bedingung für den Übertritt zur siegreichen Partei war für Plancus selbstverständlich eine Abwendung vom geächteten Decimus Brutus, den er daher etwa im September verließ. Nicht viel später wurde Brutus auf der Flucht ermordet. Plancus schloss sich durch die Vermittlung des kurz vorher übergelaufenen Feldherrn und Historikers Gaius Asinius Pollio dem Antonius an. Dieser erhielt das Kommando über drei und Lepidus über zwei seiner insgesamt fünf Legionen.

## Laufbahn unter Antonius
Auf der Seite von Antonius nahmen die drei Generäle Plancus, Lepidus und Pollio an den zum Zweiten Triumvirat führenden Verhandlungen mit Octavian in Bononia (Bologna) teil (Ende Oktober 43 v. Chr.). Die mit Abstand größte militärische Macht besaßen Antonius und Octavian. Damals beschlossen die Triumvirn die Proskription zahlreicher ihnen nicht genehmer Leute. Trotz seines Bündnisses mit Antonius konnte Plancus nicht die Schonung seines zu lange auf Seiten Ciceros stehenden Bruders Lucius Plautius (oder Plotius) Plancus (ursprünglicher Name: Gaius Munatius Plancus) durchsetzen, der daher ebenfalls in die Liste der Geächteten aufgenommen wurde und den Proskriptionen zum Opfer fiel. Wenigstens konnte er für einige andere Proskribierte die Begnadigung erreichen.
Nach Rom zurückgekehrt, hielt Plancus am 29. Dezember 43 v. Chr. einen Triumph über die Räter bzw. Gallier ab, die er während seiner gallischen Statthalterschaft bekämpft hatte. Dabei musste er sich aber wegen der Todesumstände seines Bruders Spottverse gefallen lassen.
Mit Lepidus amtierte Plancus 42 v. Chr. als Konsul. Nach dem entscheidenden Sieg der Triumvirn bei Philippi über die Partei der Caesarmörder (Oktober 42 v. Chr.) sollte Octavian die Veteranen mit Landzuweisungen in Italien belohnen. Plancus übernahm dabei die Gebietsverteilungen in der Gegend von Benevent. Durch Konflikte mit den enteigneten Italikern geriet Octavian in große Schwierigkeiten. Diese suchten Fulvia, die Gattin von Marcus Antonius, und dessen Bruder Lucius Antonius auszunützen (41 v. Chr.). So kam es zum Perusinischen Krieg, in dessen Verlauf Lucius Antonius von Octavian und dessen Generälen in Perusia eingeschlossen wurde. Dem Belagerten sollten Plancus vom Süden her und zwei weitere bedeutende antonianische Feldherrn, Asinius Pollio und Publius Ventidius Bassus, vom Norden her Entsatz bringen. Die drei Heerführer gingen aber unkoordiniert und zögerlich vor, vermutlich, da sie keine besondere Freude mit dem Krieg hatten und auch vom im fernen Ägypten weilenden Marcus Antonius keine deutliche Stellungnahme zu den Vorgängen erhielten. Plancus besiegte zwar einmal eine Legion des Octavian, doch bald darauf erfolgte sein Rückzug nach Spoletium. Als die eingeschlossenen Truppen des Lucius Antonius immer stärker unter Hunger litten, vereinigte Plancus Anfang 40 v. Chr. seine Truppen mit jenen von Pollio und Bassus und rückte mit ihnen ohne große Tatkraft bis Fulginiae vor, doch ließen sich die drei Heerführer anscheinend relativ locker am Weitermarsch hindern. Sie waren auch über die Kampfführung uneinig und mochten einander nicht. Plancus trat dafür ein, abzuwarten. Daher hoffte Lucius Antonius vergeblich auf Entsatz. Als Perusia Ende Februar 40 v. Chr. kapitulieren musste und damit der Sieg Octavians feststand, floh Plancus gemeinsam mit Fulvia und den Söhnen des Marcus Antonius nach Athen. Dort trafen sie mit dem aus Kleinasien herbeigeeilten Triumvirn zusammen.
Antonius brach zur Wahrung seines Einflusses umgehend nach Italien auf. Plancus schloss sich ihm an und nahm auch im Herbst 40 v. Chr. an der Übereinkunft von Antonius und Octavian in Brundisium teil. Bis zu seinem Abfall (32 v. Chr.) nahm Plancus sodann eine bedeutende Stellung an der Seite des Antonius im Osten des Römischen Imperiums ein. Zunächst war er Statthalter der Provinz Asia. Der bereits Anfang 40 v. Chr. begonnene Einfall der vom Überläufer Quintus Labienus tatkräftig unterstützen Parther in Syrien und Kleinasien zwang aber den als Feldherr offenbar nicht sonderlich erfolgreich agierenden Plancus zum Rückzug aus seiner Provinz auf die vor der Küste liegenden Inseln. Erst Ventidius Bassus konnte durch einige glänzend geführte Feldzüge die Parther wieder in ihr Gebiet zurückwerfen (39–38 v. Chr.).
In den Quellen wird Plancus erst wieder 35 v. Chr. erwähnt, als er das Amt eines Statthalters von Syrien bekleidete. In dieser Zeit erhielt er auch eine zweite Akklamation als Imperator. Sextus Pompeius floh unterdessen nach seiner endgültigen Niederlage gegen Octavian in den Osten und wollte sich Anfang 35 v. Chr. mit militärischen Mitteln in dem zu Antonius’ Herrschaftsbereich gehörigen Kleinasien festsetzen. Doch wurde er rasch besiegt und auf Befehl des Marcus Titius, eines Neffen des Plancus, hingerichtet. Trotz widersprüchlicher Quellenangaben handelte Titius höchstwahrscheinlich im Auftrag oder zumindest mit dem Einverständnis des Antonius. Laut Appian erteilte vielleicht nicht der Triumvir selbst, sondern der mit dessen Siegel unterzeichnende Plancus den Titius brieflich übermittelten Todesbefehl. Unwahrscheinlich ist nicht nur die Annahme, dass Titius ohne Anordnung von höherer Stelle handelte, sondern auch die ebenfalls von Appian angedeutete Möglichkeit, dass Plancus seinem Neffen die Hinrichtungsorder ohne Wissen seines Vorgesetzten erteilte. Weil die bei Antonius so einflussreiche ägyptische Königin Kleopatra VII. für Pompeius eingetreten war, holte sich der opportunistische Plancus sicher die Rückendeckung des Triumvirn. So dürfte am ehesten die Annahme zutreffen, dass Plancus den Todesbefehl im Auftrag des Antonius unterzeichnete, da Letzterer laut einigen Appian vorliegenden Quellen mit Rücksicht auf seine dem Pompeius wohlgesinnte Geliebte und wegen Pompeius’ Ansehen nicht als Hauptverantwortlicher dastehen wollte.
Plancus beutete Syrien ziemlich intensiv aus und weilte nach dem Ende seiner Statthalterschaft seit 34 v. Chr. bei Antonius. Er spielte gegenüber Kleopatra eine unterwürfige und schmeichlerische Rolle, da sie sich dank ihres Einflusses auf den Triumvirn damals am Höhepunkt ihrer Macht befand. Zwei wohl damals in Rom kursierende Anekdoten illustrieren diese Ansicht. Bei einem Bankett soll Plancus als Mime des Meergottes Glaukos, den nackten Körper meergrün bemalt, mit angebundenem Fischschwanz und Schilfkrone vor Kleopatra und deren Gästen getanzt, sich also für einen römischen Senator äußerst unwürdig benommen haben. Ein anderes Mal amtierte Plancus angeblich als Schiedsrichter bei einer Wette des Triumvirn mit der Königin. Diese habe behauptet, eine wesentlich teurere Mahlzeit auftragen zu können, als bei den sonst ohnehin immer sehr luxuriösen Banketten verzehrt wurde. Plancus soll Kleopatra zur Siegerin erklärt haben, nachdem sie eine riesige Perle in scharfem Essig aufgelöst und diesen getrunken hatte. Diese Episode ist aber höchstwahrscheinlich erfunden, da Essig nach wissenschaftlichen Erkenntnissen keine Perlen zersetzen kann.

## Übertritt zu Octavian
Als der Krieg zwischen den beiden verbliebenen Triumvirn um die Alleinherrschaft im gesamten Römischen Reich bevorstand und Antonius zu Beginn 32 v. Chr. seine Truppen in Ephesos versammelte, bemühten sich führende Antonianer wie Plancus, dessen Neffe Marcus Titius und Gnaeus Domitius Ahenobarbus vergeblich, den Triumvirn zu einer Rücksendung Kleopatras zu bewegen.
Plancus und sein Neffe Titius gingen im Juni oder Juli 32 v. Chr. zu Octavian über. Laut dem antiken Biographen Plutarch erfolgte dieser Parteiwechsel, weil die beiden Männer wegen ihrer Ablehnung einer weiteren Teilnahme Kleopatras am Krieg von dieser beleidigend behandelt worden seien. Der tatsächliche Grund für ihr Überlaufen wird aber eher in ihrem Opportunismus zu suchen sein. Zwar waren sie früher mit Kleopatra angeblich eng befreundet gewesen, doch dürften Onkel und Neffe im Laufe der propagandistischen und militärischen Vorbereitungen des Krieges zunehmend Zweifel an Antonius’ Siegeschancen gekommen sein, so dass sie die Seiten wechselten. Vielleicht spielten bei ihrer Entscheidung auch Streitigkeiten mit anderen führenden Antonianern und weitere von der octavianischen Propaganda überdeckte Gründe eine Rolle. So hatte Plancus etwa zu Domitius Ahenobarbus ein gespanntes Verhältnis. Laut dem kaiserzeitlichen Historiker Velleius Paterculus, der Plancus wohl übertrieben negativ (etwa als sich schändlich erniedrigenden Schmeichler Kleopatras) charakterisiert, soll Antonius außerdem die Begehung finanzieller Unregelmäßigkeiten durch Plancus entdeckt haben, worauf sich die Freundschaft zwischen den beiden Männern abkühlte. Dies könnte als weiterer Grund für Plancus’ Überlaufen gewertet werden.
Wohl zur Unterstützung von Octavians Propaganda beschuldigte Plancus im Senat seinen ehemaligen Gönner Antonius der Verübung zahlreicher Vergehen und zog sich damit den Spott des ehemaligen Prätors Publius Coponius zu, der meinte, dass Antonius schon sehr viel anstellen habe müssen, ehe Plancus die Seiten zu wechseln beschloss. Wertvoll war indessen für Octavian, dass die beiden Überläufer ihn vom Aufbewahrungsort und Inhalt des von ihnen einst als Zeugen unterzeichneten Testaments des Antonius in Kenntnis setzten. Der spätere Kaiser bemächtigte sich widerrechtlich des bei den Vestalinnen in Rom aufbewahrten Schriftstücks und fand in dessen (vielleicht von ihm gefälschten) Bestimmungen – insbesondere Antonius’ Bestätigung der Gebietsschenkungen an Kleopatras Kinder und dem Wunsch, auf jeden Fall in Ägypten bestattet zu werden – gewichtige Gründe, um von Senat und Volk endlich volle Unterstützung für den Krieg gegen Antonius zu erhalten.

## Karriere unter Octavian/Augustus

Mausoleum des Lucius Munatius Plancus auf dem Monte Orlando

Plancus verdankte sein (auch politisches) Überleben dem rechtzeitigen Übertritt zu Octavian, dem für diesen so wertvollen Verrat von Antonius’ Testament und nicht zuletzt Octavians Sieg über Antonius und Kleopatra. Als ältester Konsular beantragte Plancus am 16. Januar 27 v. Chr. im Senat, Octavian den Titel Augustus zu verleihen. Zweifellos hatte er diese Vorgangsweise mit Octavian abgestimmt. 22 v. Chr. wurden Plancus und Paullus Aemilius Lepidus die beiden letzten gewählten Censoren. Allerdings war Plancus für dieses hochrangige Amt völlig ungeeignet und stritt ständig mit seinem Amtskollegen. Er genoss nur geringes Ansehen, musste sich Jugendsünden vorhalten lassen und einmal sogar dem kurulischen Ädil Lucius Domitius Ahenobarbus bei einer Begegnung auf der Straße Platz machen. Aus erbeuteten Schätzen finanzierte er in den 20er Jahren v. Chr. die Restaurierung des Tempels des Saturnus in Rom. Es ist unbekannt, wann Plancus starb. Sein erhaltenes, prächtiges Mausoleum, ein großes Tumulusgrab, befindet sich auf dem Monte Orlando bei Gaeta.

## Redner und Autor
In der Überlieferung wird Plancus als hervorragender Redner charakterisiert. Es besteht die Möglichkeit, dass er der Verfasser des im Korpus der caesarianischen Schriften anonym überlieferten Bellum Africanum (Afrikanischer Krieg) ist. Eine Ode (1, 7), die der römische Dichter Horaz ihm widmete, handelt von den Schuldgefühlen, die Plancus wegen seines getöteten Bruders empfand.

## Nachkommen
Plancus war wohl der Großvater des gleichnamigen Konsuls von 13 n. Chr. und der Munatia Plancina, der Gattin des Gnaeus Calpurnius Piso, der 20 n. Chr. der Vergiftung des Germanicus angeklagt wurde.